# 山田独歩
山田 独歩（やまだ どっぽ、1980年8月16日 - ）は、最高位戦日本プロ麻雀協会に所属する競技麻雀のプロ雀士（第44期前期入会）である。山田悠輔名義にて、麻雀王国株式会社の代表取締役社長を務めている。3代目天鳳位。神奈川県藤沢市出身。

## 略歴
栄光学園高等学校卒。2011年12月、天鳳の3代目天鳳位となる。以来アマチュアとして麻雀最強戦に出場するなど活躍。2018年12月、最高位戦日本プロ麻雀協会に入会する。麻雀の実力を評価され、最高位戦リーグはB2からの参加となった。麻雀王国株式会社の取締役も務めていたが、2020年11月から代表取締役社長となった。

## タイトル
- 第7期天鳳名人戦 優勝[8]
- 麻雀駅伝2018 3人打ち 区間賞[9]
- 萩原リーグ 2nd Season 優勝[1]
- 第3期新輝戦 優勝[10]

## 著書
- 麻雀・鉄押しの条件 : 3人の天鳳位が出す究極の結論 (かにマジン, しゅかつ共著、平澤元気 構成 2017年4月 マイナビ出版 ISBN 9784839962777)
- 麻雀・序盤の鉄戦略 : 3人の天鳳位が出す究極の結論 (すずめクレイジー, しゅかつ共著、平澤元気 構成 2017年8月 マイナビ出版 ISBN 9784839963989)